# Fatal Frame
A Fatal Frame - mely Európában és Ausztráliában Project Zero, Japánban pedig Zero (零 〜zero〜) vált ismertté - egy túlélőhorror videójáték sorozat, mely eddig négy játékból és egy kiegészítőből áll. Az első és második részek PlayStation 2 és Xbox konzolon jelentek meg, a harmadik játék csak  PlayStation 2-n érhető el, a negyedik rész pedig kizárólag a Wii-re jelent meg. A sorozat alapmotívuma szellemek, ördögűzés, és sötét sintó-rítusok.
Kiadója és fejlesztője a Tecmo. A Fatal Frame egyike az eddigi legfelkapottabb túlélőhorror-játékoknak.

## Fő részek
Fatal Frame (2001)
Miután több, mint egy hete semmilyen hír nem érkezett felőle, Miku elindult a Himuro palotába testvérét, Hinaszaki Mafujut megkeresni. Testvérét nem találta, rátalált viszont az anyja öreg fényképezőgépére, amit Mafuju szokott magával hordani. Bár rájön, csapdába esett az udvarházban, Miku továbbra is kutat testvére és egy kivezető út után. Végül Mafuju úgy dönt, Kiriével elhagyja a Himuro palotát. A játékot később átírták Xboxra. A Xbox verzió grafikája szebb volt, több viseletet, több szellemet és egy új Fatal Mode-ot tartalmazott, amit elérhetünk a játék kijátszása után.
Fatal Frame II: Crimson Butterfly (2003)
Az ikerpár Amakura Mio és Maju elmennek játszani, amikor Maju követ egy rejtélyes karmazsinvörös pillangót az erdő mélyébe. Mivel aggódik testvéréért, Mio követi Majut, mígnem egy elveszett faluba érkeznek. Bemennek egy öreg házba, ahol megtalálják a Camera Obscurát. Miónak fel kell fednie a  Crimson Áldozati Rituálé rejtélyét, amíg követi a nővérét, akin Szae, az utolsó feláldozott lány gonosz szelleme egyre jobban eluralkodik. Eredetileg PlayStation 2-re adták ki 2003-ban, a Director's Cut kiadás Xboxra 2004-ben jelent meg. A director's cut kiadás tartalmazott különféle frissítéseket, mint a first-person mód, a túlélőmód, egy új befejezés, javított grafika, és több viselet.